# 4419 Allancook
4419 Allancook è un asteroide della fascia principale. Scoperto nel 1932, presenta un'orbita caratterizzata da un semiasse maggiore pari a 3,0695606 UA e da un'eccentricità di 0,2048045, inclinata di 0,40405° rispetto all'eclittica.